# Autostrada A84 (Franța)
Autostrada A84 este o autostradă care leagă Rennes de Caen. Este cunoscută sub denumirea de „autostrada estuarelor”, deoarece face parte din proiectul rutier Autostrada Estuarelor, care urmărește conectarea Belgiei de Spania fără a trece prin Paris și fără a părăsi rețeaua de autostrăzi. De asemenea, A84 constituie o secțiune a drumului european E401 și este singura autostradă situată în Bretania administrativă. A fost dată în folosință pe 27 ianuarie 2003.

## Cronologie
- 4 aprilie 1968: Comitetul interministerial pentru amenajarea teritoriului decide să reducă izolarea Bretaniei prin crearea, printre altele, a unei șosele rapide între Brest și Caen[1].
- 1969: Amenajarea variantei ocolitoare a orașului Avranches[2].
- 1979: Decizie ministerială de amenajare a traseului Caen – Avranches la profil 2 × 2 benzi.
- 9 decembrie 1986: Deschiderea unui tronson de 6,6 km între Bretteville-sur-Odon și Grainville-sur-Odon[3].
- 1987: Comitetul interministerial pentru amenajarea teritoriului (CIAT) decide conectarea Caen de Rennes și Nantes printr-o legătură care să asigure continuitatea rețelei de autostrăzi (LACRA).
- 1994: Liniile Caen–Avranches și Avranches–Rennes sunt declarate de utilitate publică[n 2].
- 17 noiembrie 1995: Începerea lucrărilor la podul de la Pontaubault[4].
- 20 noiembrie 1995: Începerea lucrărilor la podul de la Saint-Étienne-en-Coglès[5].
- 29 martie 1999: Deschiderea secțiunii Saint-Aubin-du-Cormier – Avranches[6].
- 27 ianuarie 2003: Inaugurarea ultimului tronson al autostrăzii A84 (cu excepția variantei ocolitoare a Avranches).
- 2014: Abandonarea proiectului variantei ocolitoare estice a Avranches.

## Particularități
Autostrada A84, fiind dotată cu un strat de asfalt drenant, devine dificil de circulat în condiții de polei persistent sau ninsoare înghețată, în special în zona Pont-Farcy. În astfel de condiții, sărarea carosabilului are un efect limitat, deoarece stratul poros al asfaltului permite infiltrarea apei lichide, care apoi trece sub suprafața drumului. Ulterior, apa este drenată și evacuată pe marginea carosabilului.
Problema apare iarna, când saramura (un amestec de sare ușor hidratată) topește gheața și zăpada, care se infiltrează prin porii asfaltului. Odată topită, zăpada este evacuată împreună cu saramura, lăsând suprafața drumului expusă unei noi formări de polei.
Pentru a face față acestor condiții, sunt puse în aplicare rute alternative, iar în anumite cazuri autostrada este închisă circulației pentru vehiculele grele.

## Traseu
| De la RN136 până la limita dintre departamentele Ille-et-Vilaine și Manche; secțiune gratuită, neconcesionată, administrată de DIR Ouest.           | |                   |
| Intersecție | Nod rutier între RN136 și A84: Brest, Lorient, Rennes-centru; Nantes, Le Mans.                                                                                  | RN136 E03 E50     |
| A84 E03 | |                   |
| 25 - Thorigné-Fouillard | Oraș deservit: Thorigné-Fouillard (nod rutier parțial). | M812              |
| | Tunelul de la Forêt. |                   |
| 26 - Liffré sud | Orașe deservite: Saint-Sulpice-la-Forêt, Liffré-centru, La Bouëxière.                                                                                           |                   |
| 27 - Liffré nord | Orașe deservite: Ercé-près-Liffré, Gosné, Liffré-Beaugé, Liffré-centru.                                                                                         |                   |
| 28 - Saint-Aubin-du-Cormier | Orașe deservite: Vitré, Combourg, Gosné, Saint-Aubin-du-Cormier.                                                                                                |                   |
| | Zone de odihnă: La Lande (sens Caen > Nantes); La Chaîne (sens Nantes > Caen).                                                                                  |                   |
| 29 - Romagné | Orașe deservite: Alençon, Fougères, Vitré, Romagné, Saint-Sauveur-des-Landes.                                                                                   | RN12              |
| 30 - Saint-Étienne-en-Coglès | Orașe deservite: Le Mont-Saint-Michel, Fougères, Antrain, Saint-Brice-en-Coglès, Saint-Étienne-en-Coglès, Saint-Germain-en-Coglès.                              | RD155             |
| | Zonă de odihnă: Le Coglès (în ambele sensuri). |                   |
| 31 - Coglès | Orașe deservite: Louvigné-du-Désert, Antrain, Montours, Coglès.                                                                                                 | RD15              |
| | Trecerea din departamentul Ille-et-Vilaine în departamentul Manche. Trecerea din regiunea Bretagne în regiunea Normandie.                                       |                   |
| De la limita dintre departamentele Ille-et-Vilaine și Manche până la ieșirea 34; secțiune gratuită, neconcesionată, administrată de DIR Nord-Ouest. | |                   |
| 32 - Saint-James | Orașe deservite: Louvigné-du-Désert, Pontorson, Saint-James. |                   |
| | Zonă de servicii: Le Mont Saint-Michel (în ambele sensuri). |                   |
| 33 - Ducey | Orașe deservite: Alençon, Le Mont-Saint-Michel, Saint-Hilaire-du-Harcouët, Ducey.                                                                               | RD976             |
| 34 - Pontaubault | Orașe deservite: Saint-Brieuc, Saint-Malo, Le Mont-Saint-Michel, Pontorson (nod rutier parțial).                                                                | RN175 E401        |
| A84 E03 E401 | |                   |
| A84 E03 E401 | |                   |
| De la ieșirea 34 până la ieșirea 36; secțiune gratuită, neconcesionată, având statut de șosea expres (RN175), administrată de DIR Nord-Ouest.       | |                   |
| RN175 E03 E401 | |                   |
| | Pod peste Sélune. |                   |
| D103 - Cromel | Orașe deservite: Pontorson, Avranches-centru, Saint-Quentin-sur-le-Homme, Le Val-Saint-Père, Z.A. du Cromel.                                                    |                   |
| D556 - La Croix Verte | Orașe deservite: Le Val-Saint-Père, Le Val-Saint-Père-Le Gué de l'Épine, Avranches-Jardin des Plantes.                                                          |                   |
| D973 - Marcey-les-Grèves | Orașe deservite: Cherbourg-en-Cotentin, Granville, Jullouville (nod rutier parțial).                                                                            |                   |
| | Limitare la 110 km/h (sens Caen > Nantes). |                   |
| D911 - Avranches nord | Cartiere deservite: Avranches-centru, Centre hospitalier. |                   |
| D7 - Ponts sud | Orașe deservite: Coutances, La Haye-Pesnel, Avranches-centru.                                                                                                   |                   |
| 36 - Ponts nord | Orașe deservite: Brécey, Ponts. | RD911 RD973 RD975 |
| RN175 E03 E401 | |                   |
| De la ieșirea 36 până la RN814; secțiune gratuită, neconcesionată, administrată de DIR Nord-Ouest.                                                  | |                   |
| A84 E03 E401 | |                   |
| | Viaductul Saulbesnon. |                   |
| | Zonă de odihnă: La Baie du Mont Saint-Michel (în ambele sensuri).                                                                                               |                   |
| 37 - Fleury | Orașe deservite: Granville, Villedieu-les-Poêles, Coutances, Gavray.                                                                                            | RD33 RD924        |
| | Pod peste Sienne. |                   |
| 38 - Villedieu-les-Poêles nord | Orașe deservite: Vire, Villedieu-les-Poêles, Brécey, Percy. | Village étape     |
| | Zonă de servicii: La Vallée de la Vire - Gouvets (în ambele sensuri).                                                                                           |                   |
| 39 - Pont-Farcy | Orașe deservite: Tessy-sur-Vire, Pont-Farcy. | RD374             |
| | Pod peste Vire. |                   |
| | Limitare la 130 km/h (sens Caen > Nantes). |                   |
| 40 - Guilberville | Orașe deservite: Cherbourg-en-Cotentin, Saint-Lô, Coutances, Torigni-sur-Vire.                                                                                  | RN174 E03         |
| A84 E401 | |                   |
| | Trecerea din departamentul Manche în departamentul Calvados. |                   |
| 41 - Saint-Martin-des-Besaces | Orașe deservite: Caumont-l'Éventé, Saint-Martin-des-Besaces. |                   |
| | Zone de odihnă: Saint-Jean-des-Essartiers (sens Caen > Nantes); Cahagnes (sens Nantes > Caen).                                                                  |                   |
| 42 - Coulvain | Orașe deservite: Vire, Jurques, Caumont-l'Éventé. |                   |
| 43 - Villers-Bocage sud | Orașe deservite: Bayeux, Aunay-sur-Odon, Villers-Bocage. | RD6               |
| 44 - Villers-Bocage nord | Orașe deservite: Bayeux, Villers-Bocage (nod rutier parțial).                                                                                                   | Village étape     |
| 45 - Noyers-Bocage sud | Orașe deservite: Évrecy, Parfouru-sur-Odon, Tournay-sur-Odon, Monts-en-Bessin.                                                                                  |                   |
| 46 - Noyers-Bocage nord | Orașe deservite: Missy, Noyers-Bocage, Cheux (nod rutier parțial).                                                                                              | RD83              |
| 47 - Mondrainville | Orașe deservite: Évrecy, Cheux, Mondrainville, Grainville-sur-Odon (nod rutier parțial).                                                                        |                   |
| 48 - Verson | Orașe deservite: Saint-Manvieu-Norrey, Verson, Z.I. Verson. |                   |
| A84 E401 | |                   |
| Intersecție | Nod rutier între RN814 și A84: Paris, Alençon, Flers, Caen-centru; Bretteville-sur-Odon, Caen-Vernoix, Aeroportul Caen – Carpiquet, C.H.U. - C.H.R., Car-ferry. | RN814 E401        |